# Щербаченко, Екатерина Николаевна
Екатери́на Никола́евна Щербаче́нко (урождённая Теле́гина; род. 31 января 1977, Чернобыль Киевской области) — российская оперная певица (сопрано), солистка Большого театра.

## Биография
В 1996 году окончила Рязанское музыкальное училище имени Григория и Александра Пироговых по специальности «дирижёр хора». В 2005 году окончила Московскую консерваторию им. П. И. Чайковского и недолгое время проходила стажировку в Музыкальном театре имени К. С. Станиславского и В. И. Немировича-Данченко.
С 2005 года — солистка Большого театра.
В 2007 году партия Наташи Ростовой («Война и мир» С. Прокофьева) в исполнении Екатерины Щербаченко была номинирована на премию «Золотая маска».

## Награды и премии
- дипломант Международного конкурса «Новые голоса» в Гютерсло (ФРГ)
- премия «Друзей Оперы Сабаделла»
- премия Музыкальной ассоциации Катании (Сицилия)
- 2005 — лауреат Международного конкурса вокалистов в Сидзуоке (Япония, III премия)
- 2006 — Международный конкурс вокалистов имени Франциско Виньяса (Испания, III премия и специальный приз «За лучшее исполнение русской музыки»)
- 2009 — международный конкурс оперных певцов BBC в Кардиффе (Великобритания, I премия)[2]